# 의회광장

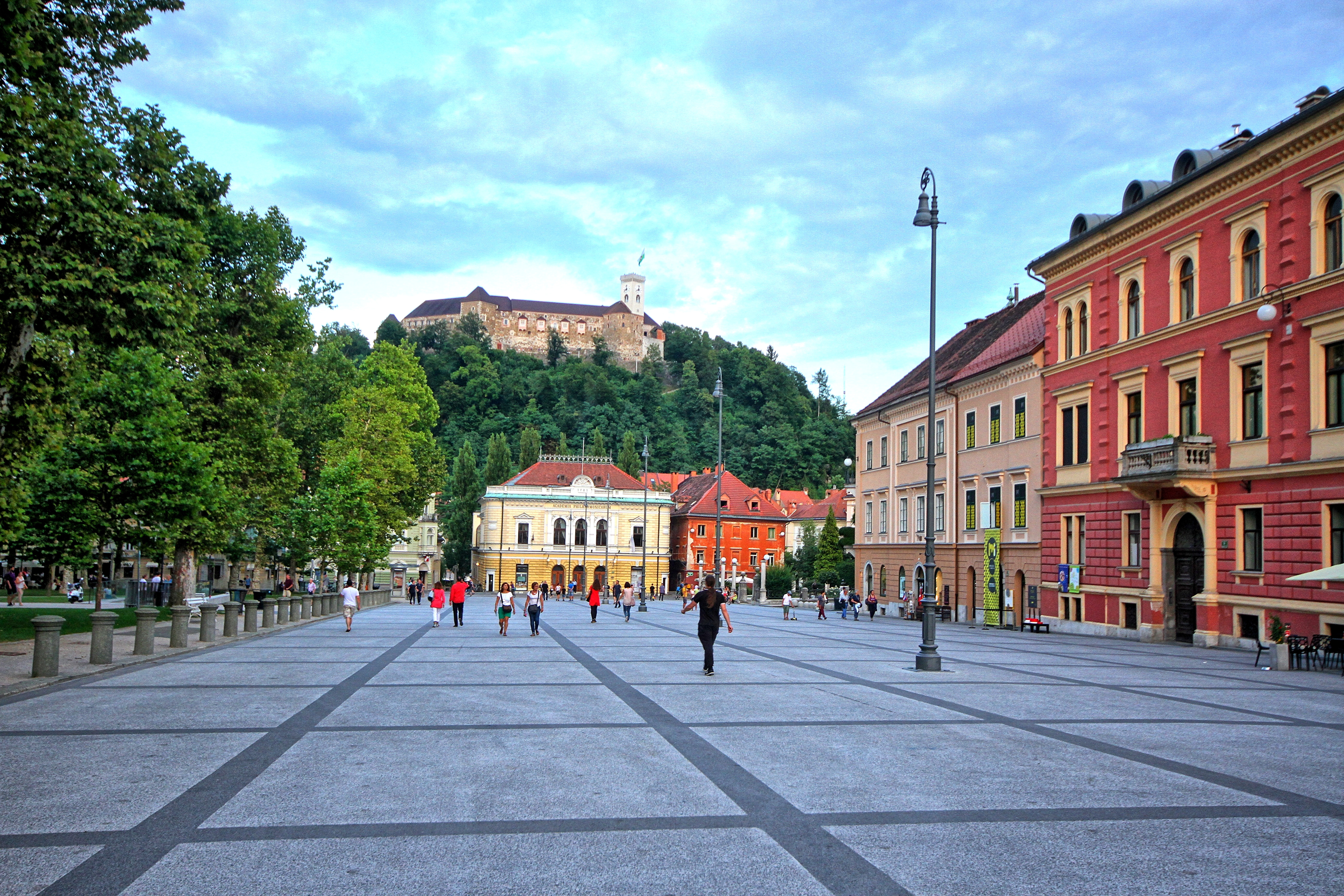
의회광장

의회광장(슬로베니아어: Kongresni trg)은 슬로베니아 류블랴나에 있는 광장이다. 1930년대 후반에 이 광장은 유명한 슬로베니아 건축가 요제 플레치니크에 의해 개조되었다. 2021년 8월부터 '류블랴나에 있는 요제 플레치니크의 건축 작품 – 인간 중심의 도시 설계'의 일부로 유네스코 세계문화유산에 등재되었다.